# بوئینگ ایکس‌بی-۳۹ سوپرفورترس
بوئینگ ایکس‌بی-۳۹ سوپرفورترس (به انگلیسی: Boeing XB-39 Superfortress) یک هواپیمای ساختِ بوئینگ در کشور ایالات متحده آمریکا است که در سال ۱۹۴۴ ساخته شد. این هواپیما در ۱۹۴۴ میلادی نخستین پرواز خود را انجام داد.